# 科雷茲河
科雷茲河（法語：Corrèze，法語發音：[kɔʁɛz] ⓘ）是法國的河流，屬於韋澤爾河的支流，河道全長95公里，流域面積1,158平方公里，平均流量每秒21立方米，河畔城鎮有蒂勒和布里夫拉盖亚尔德。

## 外部連結
- http://www.geoportail.fr （页面存档备份，存于）
- Sandre数据库中的科雷茲河